# La Codoñera
La Codoñera  (katalanisch: La Codonyera) ist eine spanische Gemeinde in der Provinz Teruel der Autonomen Region Aragón. Sie liegt rund 15 Kilometer südöstlich von Alcañiz am Río Mezquín in der Comarca Bajo Aragón (Baix Aragó) im überwiegend katalanischsprachigen Gebiet der Franja de Aragón. 2024 hatte die Gemeinde 321 Einwohner. 

## Einwohner
| 1991 | 1996 | 2001 | 2006 | 2011 | 2013 |
| ---- | ---- | ---- | ---- | ---- | ---- |
| 363  | 358  | 340  | 351  | 387  | 368  |

## Sehenswürdigkeiten
- Die 1280 begonnene, aber mehrmals umgebaute Pfarrkirche Asunción de Nuestra Señora.
- Rathaus im Renaissancestil.
- Drei Einsiedeleien
- Moli Siscar

## Persönlichkeiten
- Tomás Bosque, Liedermacher, 1948 hier geboren.